# La Manufacture (musée)
La Manufacture, musée de la mémoire et de la création textile, est un musée de Roubaix qui présente des collections relatives à l'industrie textile comprenant des outils, des machines, régulièrement mises en démonstration, et des témoignages de travailleurs du textile.

## Histoire
Le musée est installé dans une partie des anciens locaux de la société Craye et fils, tissage spécialisé dans la fabrication de tissus d’ameublement, fondée en 1914 par Israël Jean-Baptiste Craye. Dans les années 1960, l’entreprise, qui produit traditionnellement des velours, des tapis et des tissus jacquards, se spécialise dans la production mécanique de tapisseries flamandes médiévales. Alors que l’activité décline, l’entreprise familiale est reprise en 1992 par un groupe belge, Metrax, dont le PDG crée, en 2001, un musée du jacquard, logé dans un atelier inoccupé, qu’il nomme la Manufacture des Flandres. En 2009, le groupe délocalise sa production en Belgique et cesse son activité sur le site de Roubaix. Les collections du musée sont alors données à la ville qui rachète les murs. Rénové en 2014, le musée, renommé La Manufacture, musée de la mémoire et de la création textile, rouvre ses portes en 2015.

## Visite[2]

### La salle des machines
Le musée expose des métiers à tisser allant de modèles actionnés à la main qu’on utilisait à la maison au Moyen Âge aux machines perfectionnées et assistées par ordinateur d’aujourd’hui, découvrez l’évolution du tissage et celle des conditions de vie et de travail des ouvriers du textile.
La plupart des machines sont encore en état de marche et sont mises en route lors des visites guidées.

### Les témoignages des travailleurs du textile
En début ou en fin de visite, écoutez, au gré de vos envies et de votre curiosité, les témoignages de travailleurs du textile.
Des vidéos d’archives INA vous permettent de comprendre l’aventure textile dans la métropole.
La Manufacture aborde également la question de l’avenir de la filière en présentant des matières et des tissus innovants collectés auprès d’entreprises régionales.

### Expositions temporaires
La Manufacture est aussi un lieu destiné à la création : programmation d'expositions temporaires qui offre un regard artistique sur la création textile contemporaine et des ateliers de pratique textile sont mis en place toute l'année. Le Musée a récemment exposé Mai Tabakian (dans le cadre de Lille 3000), Elodie Wysocki et Akané Yorita. 

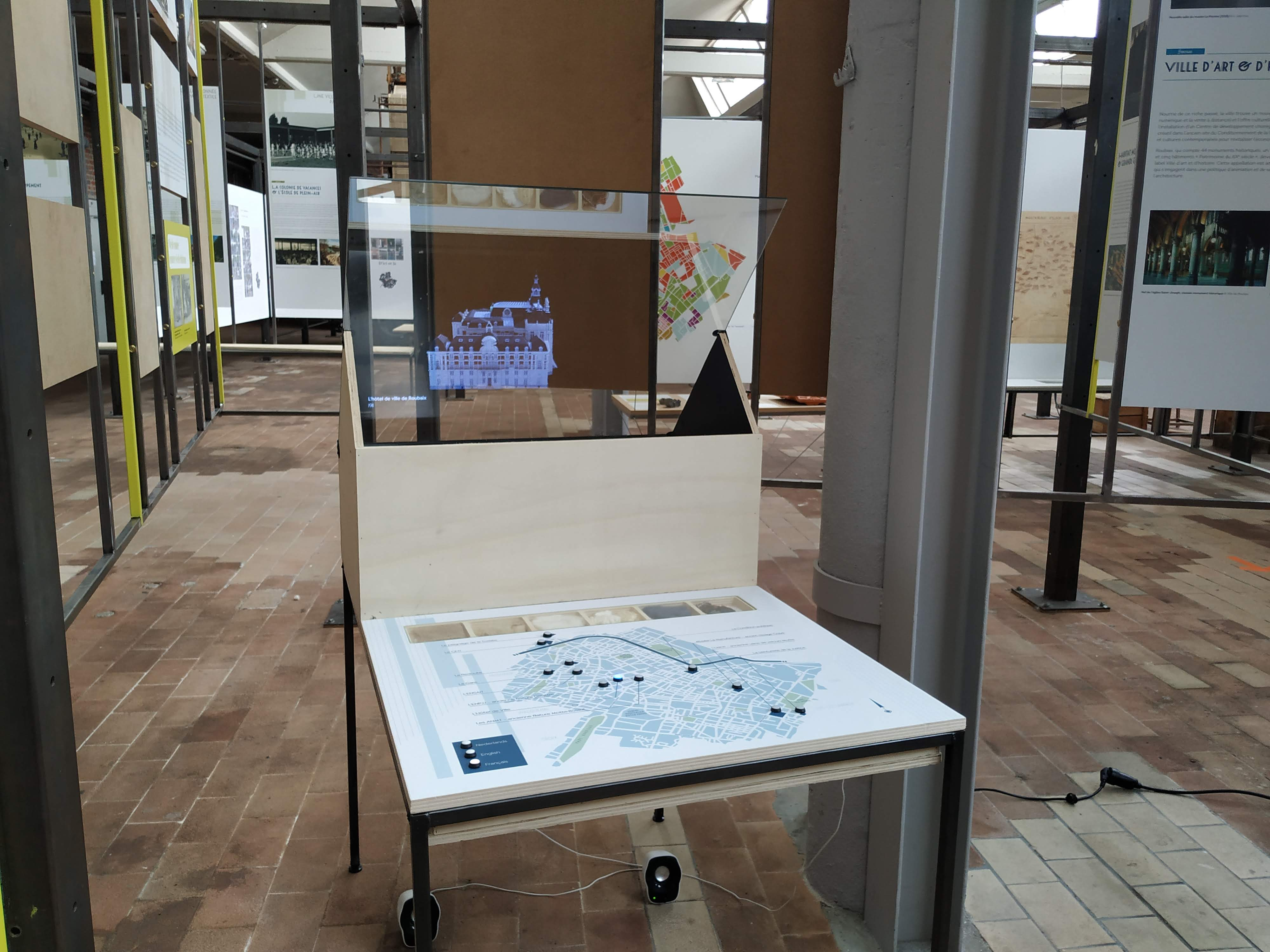
Installation d'une table holographique interactive à la manufacture de Roubaix

Ces expositions sont organisées autour de savoir-faire internationaux ou de thématiques locales, en collaboration avec l'ENSAIT ou le musée de La Piscine.